# Aaron Stone
 (octobre 2019).
Si vous disposez d'ouvrages ou d'articles de référence ou si vous connaissez des sites web de qualité traitant du thème abordé ici, merci de compléter l'article en donnant les références utiles à sa vérifiabilité et en les liant à la section « Notes et références ».
Aaron Stone est une série télévisée américano-canadienne en 35 épisodes de 22 minutes, créée par Bruce Kalish et diffusée entre le 13 février 2009 et le 30 juillet 2010 sur Disney XD.
En France, la série est diffusée sur Disney XD et NRJ 12.

## Synopsis
Grâce à son avatar Aaron Stone, Charlie Landers est un joueur reconnu du jeu vidéo Hero Rising : En quête du héros. Ses exploits vont bientôt changer sa vie, car une organisation secrète, appelée Hall Industries, a décidé qu'Aaron Stone devait prendre vie pour lutter contre le crime.

## Distribution

### Acteurs principaux
- Kelly Blatz (VFB : Sébastien Hébrant) : Aaron Stone/Charlie Landers
- Tania Gunadi (VFB : Maïa Baran) : Emma Lau/Dark Tamara
- J. P. Manoux (VFB : Bruno Mullenaerts) : S.T.A.N.
- David Lambert (VFB : Pablo Hertsens) : Jason Landers

### Acteurs récurrents
- Shauna MacDonald (VFB : Fabienne Loriaux) : Amanda Landers
- Shay Mitchell (VF : Ingrid Donnadieu) : Irina Webber
- Jesse Rath (VFB : Gauthier de Fauconval) : Ramdas « Ram » Mehta
- Vasanth Saranga (VFB : Christophe Hespel) : Vas Mehta
- Martin Roach (VFB : Erwin Grünspan) : T. Abner Hall
- Malcolm Travis : Elias Powers
- Daniel DeSanto : Harrison
- Anthony J. Mifsud (en) : Dr Necros
- Ho Chow : Souljacker
- Italia Ricci : Julie Ravenwood
- Michael Copeman : Général Cross
- Kent Staines : Kronis
- Rob Ramsay : Budnik
- Sarain Boylan : Cerebella
- Steven Yaffee : Xero
- Xhemi Agaj : Helix
- Tom McCamus : Zefir

### Invités
- Chris Jericho : Billy Cobb
- Jason Earles : Hunter
- Dillon Casey : Dax
- Sarah Gadon : Dr Martin
- Meaghan Rath : Tatianna

## Épisodes

### Première saison (2009)
1. Hero Rising, En quête du héros [1/2] (Hero Rising [1/2])
2. Hero Rising, En quête du héros [2/2] (Hero Rising [2/2])
3. Premier coup d'éclat (First Strike)
4. Arrêt sur image (Time Out)
5. Stan met le feu (Rockin' the Free World)
6. Héros contre Xero (From Hero to Xero)
7. L'Île hostile [1/2] (Not So Friendly Skies [1/2])
8. L'Île hostile [2/2] (Not So Friendly Skies [2/2])
9. Suspicion (In Hall We Trust)
10. Stan et… Stan (My Two S.T.A.N.S.)
11. La Tenue de combat (Xero Control)
12. Ninjas éclairs (Cloudy With a Chance of Ninjas)
13. Dangereuse Rivalité (Hunt Me? Hunt You!)
14. La Bête (Beastland)
15. Double Personnalité (Chuck & Charlie)
16. Manipulations (Mind Games)
17. Confidences (My Stakeout with S.T.A.N.)
18. Cauchemar sous contrôle (Dreamcast)
19. Le Remplaçant de Stan (S.T.A.N. By Me)
20. La Mission du samedi soir (Saturday Fight Fever)
21. Le Tournoi (Game On)

### Deuxième saison (2010)
1. La Révolte des mutants (1/2) (Damage Control)
2. La Révolte des mutants (2/2) (In the Game of the Father)
3. Jamais sans mon gantelet (Gauntlet, But Not Forgotten)
4. Vu ! (Photography)
5. L'Usurpateur (Face-Off)
6. Le Super Héros et la princesse (My Own Private Superhero)
7. Les Blattes zombies (Resident Weevil)
8. Cours, Aaron, cours (Run Aaron, Run)
9. Le Gang (Pack-Man)
10. Traque sportive (Tracker & Field)
11. Le Robot hybride (Metal Gear Liquid)
12. Étincelles (Sparks)
13. Méta Déluge (1/2) (Mutant Rain [1/2])
14. Méta Déluge (2/2) (Mutant Rain [2/2])